# Choo Seng Quee
Choo Seng Quee (chiń. upr. 朱成贵; chiń. trad. 朱成贵; pinyin Zhū Chéngguì; ur. 1 grudnia 1914 w Singapurze, zm. 30 czerwca 1983 tamże) – singapurski piłkarz, grający na pozycji pomocnika, trener piłkarski.

## Kariera piłkarska

### Kariera klubowa
W 1933 roku rozpoczął swoją karierę grając na pozycji prawego defensywnego pomocnika trzeciej drużyny Singapore Chinese F.A. w Third Division SAFA (Singapore Amateur Football Association). Klub wygrał wszystkie swoje gry w tym sezonie zdobywając tytuł mistrzowski Ligi. W następnym roku zespół wygrał tytuł mistrzowski Second Division. Debiutował w drużynie seniorów SCFA w 1935 roku, która zdobyła mistrzostwo pierwszej ligi SAFA w 1937 i 1938.
Choo opuścił S.C.F.A. w 1939 roku, aby pomóc Chinese Athletic Association (również znana jako Chung Wah FC), przyjmując rolę zawodnika-trenera. Klub został przyjęty do ligi SAFA w 1941 roku. W latach 1940–1941 grał w Hongkongu w klubie Sing Tao SC. Podczas II wojny światowej przebywał w Makau i Chinach pisząc propagandę dla Brytyjczyków. Po zakończeniu wojny powrócił do Chinese Athletic Association jako grający trener. Zakończył karierę zawodnika w 1949 roku, aby skoncentrować się na swoich obowiązkach trenera.

### Kariera reprezentacyjna
Jego dobre występy doprowadziły do powołania go do narodowej reprezentacji Singapuru na turniej Pucharu Malaya.

## Kariera trenerska
Jeszcze będąc piłkarzem Chinese Athletic Association pełnił również funkcje trenerskie. Na początku 1949 został wybrany trenerem Singapore FA. Od 1951 do 1953 prowadził narodową reprezentację Indonezji. Potem trenował kluby Star Soccerites i Marine Department Sports Club. Od 1958 do 1964 kierował reprezentacją Malezji. W latach 1964–1965, 1967, 1971 i 1976-1977 prowadził narodową reprezentację Singapuru. W międzyczasie w latach 1968-1969 był trenerem klubu Police Sports Association. Od 1980 do stycznia 1981 pracował na stanowisku głównego trenera Johor FA.
W czerwcu 1983 roku został przyjęty do szpitala z zaburzeniami czynności nerek. 30 czerwca 1983 roku zmarł w wieku 68 lat.

## Sukcesy i odznaczenia

### Sukcesy klubowe
- mistrz SAFA First Division: 1937, 1938
- mistrz SAFA Second Division: 1934
- mistrz SAFA Third Division: 1933
- zdobywca SAFA Challenge Cup: 1935, 1937, 1939

### Sukcesy reprezentacyjne
- zdobywca Pucharu Malaya: 1937, 1939

### Sukcesy trenerskie
- mistrz SAFA First Division: 1954 (z Star Soccerites), 1957 (z Marine Department Sports Club)
- zdobywca President's Cup: 1968 (z Police SA)
- zdobywca Malaya Cup: 1964, 1965, 1977 (z Singapore FA)
- zdobywca FAM Cup: 1967 (z Singapore FA)

z reprezentacją Malezji:
- zwycięzca turnieju Merdeka: 1958, 1959, 1960 (wspólnie)
- mistrz Igrzysk Azji Południowo-Wschodniej: 1961
- brązowy medalista Igrzysk azjatyckich: 1962

z reprezentacją Singapuru:
- zdobywca Pucharu Malaya: 1977

### Sukcesy indywidualne
- tytuł Trenera Roku Singapurskiego Komitetu Olimpijskiego: 1977

### Odznaczenia
- Medal Pingat Bakti Masyarakat